# جشنواره پائیزی صلاله
 جشنواره پائیزی صلاله  (به عربی: مهرجان خریف صلالة)
، شهر صلاله در حوزه بازاریابی و گردشگری، توانسته تا خود را به عنوان یکی از مشهورترین جاذبه‌های گردشگری کشورهای شبه جزیره عربستان معرفی کند. این شهر زیبای بندری در استان ظفار واقع است.
هر سال، جشنواره ظفار و صلاله که به جشنواره پائیزی صلاله (مهرجان خریف صلاله) معروف است، در این شهر ساحلی برگزار می‌شود. این جشنواره هرساله از ۲۱ ژوئن آغاز می‌شود و معمولاً تا اواخر ماه اوت ادامه می یابد. گاهی برگزاری این جشنواره به درازا کشیده و تا اواخر دسامبر ادامه می‌یابد. استان ظفار مخصوصاً شهر صلاله در این دوره گردشگران زیادی را از تمام استان‌های عمان و همچنین کشورهای حوزه خلیج فارس و غیره به خود جذب می‌کند. «خریف صلاله» (خزان صلاله) مفهومی است که نزد گردشگران، باران موسمی و سرسبزی و آب روان را تداعی می‌کند.